# 뉴클레오사이드 삼인산
뉴클레오사이드 삼인산(nucleoside triphosphate , NTP)은 뉴클레오사이드와 3개의 인산기가 결합된 분자이다. 뉴클레오타이드의 일종이다. 뉴클레오타이드의 파생물은 핵산을 구성하는 요소이며, 세포 대사 및 조절에 1,000가지가 넘는 역할이 있기에 우리 삶에 필수적이다. NTP는 일반적으로 에너지나 인산화반응을 위한 인산기를 제공한다.

## 상세
자연의 뉴클레오사이드 삼인산은 아데노신 삼인산(ATP), 구아노신 삼인산(GTP), 사이티딘 삼인산(CTP), 5-메틸유리딘 삼인산(m5UTP), 유리딘 삼인산(UTP)을 포함한다. ATP는 세포 에너지의 원천이다. GTP는 단백질과 효소의 보조인자이기도 하다.
ATP, GTP, CTP, TTP 그리고 UTP는 리보스를 포함한 뉴클레오사이드 삼인산이며, 디옥시리보스를 포함한 뉴클레오사이드 삼인산은 dNTP라고 불린다. 또한 deoxy라는 접두사-또는 소문자 d-를 명칭에 가진다. 그 예로 디옥시아데노신 삼인산(dATP), 디옥시구아니딘 삼인산(dGTP), 디옥시사이티딘 삼인산(dCTP), 디옥시타이미딘 삼인산(dTTP) 그리고 디옥시유리딘 삼인산(dUTP)이 있다. dNTP는 DNA를 구성하고 있다.(합성과정에서 2개의 인산기가 떨어져 나간다.)
ATP, GTP, CTP, TTP 그리고 UTP 이외에 다른 종류의 NTP 또한 많다. 그 예로 뉴클레오타이드 대사의 중간 과정, 또 자연의 희귀한 뉴클레오타이드 또는 인공적인 뉴클레오타이드가 있다. 특히 희귀 NTP중 NTP의 호변이성질체가 있는데,그들은 DNA 복제에서 맞지 않는 염기를 발생시킨다. 그 예로 사이토신의 호변이성질체는 부조화를 일으키는 아데닌과의 3개의 수소 결합이 가능하다. 그리고 이는 자연스럽게 원래의 사이토신의 형태로 호변이화가 된다. 5-메틸사이토신이 흔히 타이민으로 이어지는데에 반해, 사이토신은 유라실로 이어진다. 하지만 DNA 중합효소의 3'에서 5'의 엑소뉴클레이스 활동은 부조화 염기가 복제 중에 교정된다는 것을 확실하게 한다.
일반적으로 뉴클레오타이드는 5’ 말단에 인산을 가진 뉴클레오사이드이다. 하지만 전문적인 용어에서는, 뉴클레오타이드는 접미사로 인산이 결합한 수를 표시하여 구분한다. 그 예로, 뉴클레오타이드가 하나의 인산을 가지고 있으면, 뉴클레오사이드 일인산(NMP)로 표기하고, 두 개의 인산을 가질 시 뉴클레오사이드 이인산(NDP), 그리고 3개일 경우 뉴클레오사이드 삼인산(NTP)로 표기한다. 리보스를 포함하는 뉴클레오타이드는 RNA의 단위체이며 디옥시리보스를 포함하는 뉴클레오타이드는 DNA의 중합체이다.
NTP, NDP 그리고 NMP는 세포질, 핵, 소기관에서 아주 흔하다. 이들은 다양한 기능을 가지고 있어, 이들은 엄격한 대사 조절의 통제에 있다. 뉴클레오타이드의 인산화상태가 NDP 인산화효소와 NMP 인산화효소에 의해 조절되며 ATP 소모는 산화적 인산화에 의해 보충된다.

## 같이 보기
- 생물학
- 염색체
- 유전자
- 유전학
- 염기서열
- 핵염기